# Elecciones municipales de Tacna de 2018
Las elecciones municipales de Tacna de 2018 se llevaron a cabo el 7 de octubre de 2018 para elegir al alcalde y al Concejo Provincial de Tacna para el periodo 2019-2022. La elección se celebró simultáneamente con elecciones regionales y municipales (provinciales y distritales) en todo el Perú.
Como resultado de esta elección, Julio Medina Castro, candidato del Frente Unitario Popular, obtuvo el 16.75% de votos válidos y resultó electo como alcalde provincial de Tacna.

## Sistema electoral
La Municipalidad Provincial de Tacna es el órgano administrativo y de gobierno de la provincia de Tacna. Está compuesta por el alcalde y el Concejo Provincial.
La votación del alcalde y el concejo se realiza en base al sufragio universal, que comprende a todos los ciudadanos nacionales y no nacionales mayores de dieciocho años, empadronados y residentes en la provincia de Tacna y en pleno goce de sus derechos políticos. No hay reelección inmediata de alcaldes.
El Concejo Provincial de Tacna está compuesto por 13 regidores elegidos por sufragio directo para un período de cuatro (4) años, en forma conjunta con la elección del alcalde (quien lo preside). La votación es por lista cerrada y bloqueada. Se asigna a la lista ganadora los escaños según el método d'Hondt o la mitad más uno, lo que más le favorezca.

## Composición del Concejo Provincial de Tacna
La siguiente tabla muestra la composición del Concejo Provincial de Tacna antes de las elecciones.
| Partidos | Partidos                                       | Regidores |
| -------- | ---------------------------------------------- | --------- |
|          | Movimiento Independiente Regional Fuerza Tacna | 8         |
|          | Democracia Directa                             | 2         |
|          | Partido Popular Cristiano                      | 1         |
|          | Unión por el Perú                              | 1         |
|          | Movimiento Popular Aymara Quechua Amazonense   | 1         |

## Partidos y candidatos
A continuación se muestra una lista de los principales partidos y alianzas electorales que participan en las elecciones:
| Candidatura | Candidatura | Partidos y alianzas                               | Candidato | Candidato               | Ideología                                                          | Resultado previo | Resultado previo | Ref. |
| Candidatura | Candidatura | Partidos y alianzas                               | Candidato | Candidato               | Ideología                                                          | Votos (%)        | Reg.             | Ref. |
| ----------- | ----------- | ------------------------------------------------- | --------- | ----------------------- | ------------------------------------------------------------------ | ---------------- | ---------------- | ---- |
|             | DD          | Lista - Democracia Directa (DD)                   |           | Percy Calderón Flores   | Socialismo Nacionalismo de izquierda Ecologismo                    | 13.59%           | 2                |      |
|             | UPP         | Lista - Unión por el Perú (UPP)                   |           | Lizandro Cutipa Lope    | Etnocacerismo Nacionalismo de izquierda Ultranacionalismo          | 7.78%            | 0                |      |
|             | VP          | Lista - Vamos Perú (VP)                           |           | Manuel Salcedo Franco   | Populismo Socialdemocracia                                         | 5.08%            | 0                |      |
|             | APP         | Lista - Alianza para el Progreso (APP)            |           | Winder Turpo Huisa      | Liberalismo económico Conservadurismo liberal Populismo de derecha | 4.45%            | 0                |      |
|             | SP          | Lista - Somos Perú (SP)                           |           | Nestor Pari Gonzales    | Democracia cristiana Conservadurismo social                        | 2.00%            | 0                |      |
|             | AP          | Lista - Acción Popular (AP)                       |           | Domingo Banda Ortiz     | Partido atrapalotodo                                               | 1.88%            | 0                |      |
|             | Frepap      | Lista - Frente Popular Agrícola del Perú (Frepap) |           | Raúl Machaca Mamani     | Israelismo Fundamentalismo cristiano Populismo                     | Nuevo            | Nuevo            |      |
|             | SU          | Lista - Siempre Unidos (SU)                       |           | Julio Choqueña Huamaní  | Partido atrapalotodo                                               | Nuevo            | Nuevo            |      |
|             | AvP         | Lista - Avanza País (AvP)                         |           | Víctor Cabrera Zolla    | Conservadurismo liberal Liberalismo clásico                        | Nuevo            | Nuevo            |      |
|             | RN          | Lista - Restauración Nacional (RN)                |           | Fidel Carita Monroy     | Liberalismo económico Humanismo cristiano Evangelismo              | Nuevo            | Nuevo            |      |
|             | FA          | Lista - Frente Amplio (FA)                        |           | Marlene Choque Calizaya | Socialismo Ecologismo Descentralización                            | Nuevo            | Nuevo            |      |
|             | PPS         | Lista - Perú Patria Segura (PPS)                  |           | Pascual Güisa Bravo     | Conservadurismo liberal Liberalismo económico                      | Nuevo            | Nuevo            |      |
|             | BT          | Lista - Banderas Tacneñistas (BT)                 |           | Jerry Adawi Anguis      | Regionalismo tacneño                                               | Nuevo            | Nuevo            |      |
|             | ST          | Lista - Siempre Tacna (ST)                        |           | Segundo Ruiz Rubio      | Regionalismo tacneño                                               | Nuevo            | Nuevo            |      |
|             | NGT         | Lista - Nueva Generación Tacneña (NGT)            |           | Carmen Apaza Condori    | Regionalismo tacneño                                               | Nuevo            | Nuevo            |      |
|             | FUP         | Lista - Frente Unitario Popular (FUP)             |           | Julio Medina Castro     | Regionalismo tacneño                                               | Nuevo            | Nuevo            |      |

## Sondeos de opinión
Las siguientes tablas enumeran las estimaciones de la intención de voto en orden cronológico inverso, mostrando las más recientes primero y utilizando las fechas en las que se realizó el trabajo de campo de la encuesta. Cuando se desconocen las fechas del trabajo de campo, se proporciona la fecha de publicación.
Leyenda:
     Sondeo realizado en el periodo de prohibición legal de la difusión de sondeos de intención de voto.

### Intención de voto
La siguiente tabla enumera las estimaciones ponderadas (sin incluir votos en blanco y nulos) de la intención de voto.
| Encuestadora/Medio             | Fecha              | Muestra | Julio Medina | Segundo Ruiz | Pascual Güisa | Marlene Choque | Fidel Carita | Jerry Adawi | Carmen Apaza | Dif. |  |  |  |  |
| ------------------------------ | ------------------ | ------- | ------------ | ------------ | ------------- | -------------- | ------------ | ----------- | ------------ | ---- |  |  |  |  |
| Encuestadora/Medio             | Fecha              | Muestra |              |              |               |                |              |             |              |      |  |  |  |  |
| Elecciones municipales de 2018 | 7 oct 2018         | —       | 16.7         | 16.4         | 14.7          | 6.5            | 6.3          | 6.1         | 5.5          | 0.3  |  |  |  |  |
|                                |                    |         |              |              |               |                |              |             |              |      |  |  |  |  |
| Ipsos Perú/América             | 7 oct 2018         | ?       | 15.2         | 18.3         | 14.4          | –              | 7.6          | –           | –            | 3.1  |  |  |  |  |
| Ipsos Perú/América             | 7 oct 2018         | ?       | 17.8         | 16.7         | 10.4          | 7.3            | –            | –           | –            | 1.1  |  |  |  |  |
| Cadena Radial Sur              | 7 oct 2018         | ?       | 24.9         | 19.1         | 14.5          | 5.4            | 5.7          | 6.4         | 6.3          | 5.8  |  |  |  |  |
| iConnPerú                      | 7 oct 2018         | ?       | 27.1         | –            | –             | –              | –            | –           | –            | ?    |  |  |  |  |
| Tacneña de Opinión Pública     | 25–28 sep 2018     | ?       | 33.2         | 15.1         | 15.6          | 4.5            | –            | –           | 6.1          | 17.6 |  |  |  |  |
| Abba Consultores               | 22–27 sep 2018     | 384     | 28.6         | 12.1         | 17.0          | –              | 10.8         | –           | 7.0          | 11.6 |  |  |  |  |
| Cpemcep                        | 26 sep 2018        | ?       | 18.7         | 21.4         | 9.8           | –              | 10.1         | –           | –            | 2.7  |  |  |  |  |
| Tacneña de Opinión Pública     | 9–16 sep 2018      | ?       | 31.1         | 15.7         | 14.1          | 4.3            | –            | –           | 6.8          | 15.4 |  |  |  |  |
| Abba Consultores               | 9–16 sep 2018      | 384     | 32.0         | 15.7         | 17.3          | –              | 9.9          | –           | 7.8          | 14.7 |  |  |  |  |
| Astros Asesores y Consultores  | 10–15 sep 2018     | 1527    | 30.4         | 16.1         | 10.8          | –              | 3.3          | 3.3         | 8.7          | 14.3 |  |  |  |  |
| Cpemcep                        | 3–6 sep 2018       | ?       | 20.0         | 20.9         | 9.3           | –              | 9.6          | –           | 4.2          | 0.9  |  |  |  |  |
| INTI                           | 15 jun–30 ago 2018 | ?       | 27.2         | 18.3         | 14.1          | –              | –            | 13.8        | 8.0          | 8.9  |  |  |  |  |
| Abba Consultores               | 19–24 ago 2018     | 384     | 28.3         | –            | 17.7          | –              | 13.2         | –           | 6.5          | 10.6 |  |  |  |  |
| Tacneña de Opinión Pública     | 29 jul–2 ago 2018  | 1950    | 29.7         | 13.3         | 12.2          | 1.4            | 6.2          | 0.5         | 6.2          | 16.4 |  |  |  |  |
| iConnPerú                      | 29–30 jul 2018     | 1527    | 20.3         | 14.0         | 12.3          | 1.9            | 8.8          | 5.0         | 3.9          | 6.3  |  |  |  |  |
| ICAM Consultores               | 20–22 jul 2018     | 900     | 16.9         | 9.3          | 22.9          | 1.5            | 9.3          | 6.4         | 3.5          | 6.0  |  |  |  |  |
| Astros Asesores y Consultores  | 13–19 jul 2018     | 1950    | 30.4         | 16.1         | 10.8          | –              | 3.3          | 3.3         | 8.7          | 14.3 |  |  |  |  |
| Tacneña de Opinión Pública     | 11–15 jun 2018     | 1875    | 26.4         | –            | 12.5          | –              | 2.6          | –           | 4.7          | 13.9 |  |  |  |  |
| ICAM Consultores               | 27–29 abr 2018     | 900     | 15.8         | –            | 19.9          | –              | 7.7          | –           | 2.9          | 4.1  |  |  |  |  |
| Astros Asesores y Consultores  | 10–13 abr 2018     | 1850    | 22.3         | –            | 9.1           | –              | 4.1          | –           | 6.5          | 13.2 |  |  |  |  |
| Tacneña de Opinión Pública     | 12–17 feb 2018     | 1753    | 22.2         | –            | 9.0           | –              | 1.9          | –           | –            | 13.2 |  |  |  |  |
| ICAM Consultores               | 10–11 feb 2018     | 900     | 16.3         | –            | 16.5          | –              | 6.7          | –           | –            | 0.2  |  |  |  |  |
| Tacneña de Opinión Pública     | 4–7 ene 2018       | 1550    | 18.3         | –            | 7.3           | –              | 5.3          | –           | –            | 11.0 |  |  |  |  |
| ICAM Consultores               | 25–26 nov 2017     | 900     | 16.6         | –            | 15.8          | –              | 7.4          | –           | –            | 0.8  |  |  |  |  |
| Tacneña de Opinión Pública     | 14–15 nov 2017     | 1460    | 23.6         | –            | 8.6           | –              | 5.6          | –           | –            | 15.0 |  |  |  |  |
| Astros Asesores y Consultores  | 11–15 sep 2017     | 2385    | 23.7         | –            | 7.8           | –              | 6.4          | –           | –            | 15.9 |  |  |  |  |
| ICAM Consultores               | 26–27 ago 2017     | 900     | 20.3         | –            | 17.1          | –              | 7.7          | –           | –            | 3.2  |  |  |  |  |

### Preferencias de voto
La siguiente tabla enumera las preferencias de voto en bruto (incluyendo blancos, viciados y sin respuesta) y no ponderadas.
| Encuestadora/Medio             | Fecha              | Muestra | Julio Medina | Segundo Ruiz | Pascual Güisa | Marlene Choque | Fidel Carita | Jerry Adawi | Carmen Apaza | B/V  | NS/NO | Dif. |  |  |  |
| ------------------------------ | ------------------ | ------- | ------------ | ------------ | ------------- | -------------- | ------------ | ----------- | ------------ | ---- | ----- | ---- |  |  |  |
| Encuestadora/Medio             | Fecha              | Muestra |              |              |               |                |              |             |              |      |       |      |  |  |  |
| Elecciones municipales de 2018 | 7 oct 2018         | —       | 13.1         | 12.8         | 11.5          | 5.0            | 5.0          | 4.8         | 4.3          | 21.8 | –     | 0.3  |  |  |  |
|                                |                    |         |              |              |               |                |              |             |              |      |       |      |  |  |  |
| Cadena Radial Sur              | 7 oct 2018         | ?       | 21.3         | 16.3         | 12.4          | 4.6            | 4.9          | 5.5         | 5.4          | 14.6 | –     | 5.0  |  |  |  |
| Tacneña de Opinión Pública     | 25–28 sep 2018     | ?       | 28.2         | 12.8         | 13.3          | 3.8            | –            | –           | 5.2          | 15.0 | –     | 14.9 |  |  |  |
| Abba Consultores               | 22–27 sep 2018     | 384     | 17.2         | 7.3          | 10.2          | –              | 6.5          | –           | 4.2          | –    | 39.9  | 7.0  |  |  |  |
| Cpemcep                        | 26 sep 2018        | ?       | 16.5         | 18.9         | 8.6           | –              | 8.9          | –           | –            | –    | 11.8  | 2.4  |  |  |  |
| Tacneña de Opinión Pública     | 9–16 sep 2018      | ?       | 25.3         | 12.8         | 11.5          | 3.5            | –            | –           | 5.5          | 18.6 | –     | 12.5 |  |  |  |
| Abba Consultores               | 9–16 sep 2018      | 384     | 15.9         | 7.8          | 8.6           | –              | 4.9          | –           | 3.9          | –    | 50.3  | 7.3  |  |  |  |
| Astros Asesores y Consultores  | 10–15 sep 2018     | 1527    | 26.2         | 13.9         | 9.3           | –              | 2.8          | 2.8         | 7.5          | 13.9 | –     | 12.3 |  |  |  |
| Cpemcep                        | 3–6 sep 2018       | ?       | 17.1         | 17.9         | 8.0           | –              | 8.2          | –           | 3.6          | –    | 14.3  | 0.8  |  |  |  |
| INTI                           | 15 jun–30 ago 2018 | ?       | 23.9         | 16.1         | 12.4          | –              | –            | 12.1        | 7.0          | –    | 12.2  | 7.8  |  |  |  |
| Abba Consultores               | 19–24 ago 2018     | 384     | 17.0         | –            | 10.6          | –              | 7.9          | –           | 3.9          | –    | 40.0  | 6.4  |  |  |  |
| Tacneña de Opinión Pública     | 29 jul–2 ago 2018  | 1950    | 24.8         | 11.1         | 10.2          | 1.2            | 5.2          | 0.4         | 5.2          | –    | 16.5  | 13.7 |  |  |  |
| iConnPerú                      | 29–30 jul 2018     | 1527    | 12.9         | 8.9          | 7.8           | 1.2            | 5.6          | 3.2         | 2.5          | –    | 36.6  | 4.0  |  |  |  |
| ICAM Consultores               | 20–22 jul 2018     | 900     | 12.8         | 7.1          | 17.3          | 1.1            | 7.0          | 4.8         | 2.7          | 24.3 | –     | 4.5  |  |  |  |
| Astros Asesores y Consultores  | 13–19 jul 2018     | 1950    | 26.2         | 13.9         | 9.3           | –              | 2.8          | 2.8         | 7.5          | –    | 13.9  | 12.3 |  |  |  |
| Tacneña de Opinión Pública     | 11–15 jun 2018     | 1875    | 22.0         | –            | 10.4          | –              | 2.2          | –           | 3.9          | –    | 16.6  | 11.6 |  |  |  |
| ICAM Consultores               | 27–29 abr 2018     | 900     | 12.6         | –            | 15.8          | –              | 6.1          | –           | 2.3          | 5.4  | 15.1  | 3.2  |  |  |  |
| Astros Asesores y Consultores  | 10–13 abr 2018     | 1850    | 18.1         | –            | 7.4           | –              | 3.3          | –           | 5.3          | –    | 18.7  | 10.7 |  |  |  |
| Tacneña de Opinión Pública     | 12–17 feb 2018     | 1753    | 14.3         | –            | 5.8           | –              | 1.2          | –           | –            | –    | 35.7  | 8.5  |  |  |  |
| ICAM Consultores               | 10–11 feb 2018     | 900     | 13.4         | –            | 13.5          | –              | 5.5          | –           | –            | 6.2  | 12.0  | 0.1  |  |  |  |
| Tacneña de Opinión Pública     | 4–7 ene 2018       | 1550    | 13.5         | –            | 5.5           | –              | 3.9          | –           | –            | –    | 26.4  | 8.0  |  |  |  |
| ICAM Consultores               | 25–26 nov 2017     | 900     | 13.1         | –            | 12.5          | –              | 5.9          | –           | –            | 7.6  | 13.7  | 0.6  |  |  |  |
| Tacneña de Opinión Pública     | 14–15 nov 2017     | 1460    | 11.8         | –            | 4.3           | –              | 2.8          | –           | –            | –    | 49.9  | 7.5  |  |  |  |
| Astros Asesores y Consultores  | 11–15 sep 2017     | 2385    | 13.7         | –            | 4.5           | –              | 3.7          | –           | –            | –    | 42.1  | 9.2  |  |  |  |
| ICAM Consultores               | 26–27 ago 2017     | 900     | 13.4         | –            | 11.3          | –              | 5.1          | –           | –            | 22.4 | 11.8  | 2.1  |  |  |  |

## Resultados

### Sumario general
|                        |                                           |              |              |              |           |           |
| Partidos y coaliciones | Partidos y coaliciones                    | Voto popular | Voto popular | Voto popular | Regidores | Regidores |
| Partidos y coaliciones | Partidos y coaliciones                    | Votos        | %            | +/−          | Total     | +/−       |
|                        | Frente Unitario Popular (FUP)             | 27,058       | 16.75        | Nuevo        | 8         | +8        |
|                        | Siempre Tacna (ST)                        | 26,466       | 16.38        | Nuevo        | 2         | +2        |
|                        | Perú Patria Segura (PPS)                  | 23,723       | 14.68        | Nuevo        | 2         | +2        |
|                        | Frente Amplio (FA)                        | 10,425       | 6.45         | Nuevo        | 1         | +1        |
|                        | Restauración Nacional (RN)                | 10,225       | 6.33         | n/a          | 0         | ±0        |
|                        | Banderas Tacneñistas (BT)                 | 9,826        | 6.08         | Nuevo        | 0         | ±0        |
|                        | Nueva Generación Tacneña (NGT)            | 8,902        | 5.51         | Nuevo        | 0         | ±0        |
|                        | Vamos Perú (VP)                           | 8,168        | 5.06         | –0.02        | 0         | ±0        |
|                        | Siempre Unidos (SU)                       | 6,518        | 4.03         | n/a          | 0         | ±0        |
|                        | Democracia Directa (DD)                   | 6,223        | 3.85         | –9.74        | 0         | –2        |
|                        | Somos Perú (SP)                           | 5,554        | 3.44         | +1.44        | 0         | ±0        |
|                        | Alianza para el Progreso (APP)            | 5,037        | 3.12         | –1.33        | 0         | ±0        |
|                        | Acción Popular (AP)                       | 4,864        | 3.01         | +1.13        | 0         | ±0        |
|                        | Avanza País (AvP)                         | 3,886        | 2.41         | Nuevo        | 0         | ±0        |
|                        | Frente Popular Agrícola del Perú (Frepap) | 3,475        | 2.15         | Nuevo        | 0         | ±0        |
|                        | Unión por el Perú (UPP)                   | 1,205        | 0.75         | –7.03        | 0         | ±0        |
|                        |                                           |              |              |              |           |           |
| Total                  | Total                                     | 161,555      |              |              | 13        | ±0        |
|                        |                                           |              |              |              |           |           |
| Votos válidos          | Votos válidos                             | 161,555      | 78.23        | –6.11        |           |           |
| Votos en blanco        | Votos en blanco                           | 17,397       | 8.42         | +0.28        |           |           |
| Votos nulos            | Votos nulos                               | 27,549       | 13.34        | +5.82        |           |           |
| Votos emitidos         | Votos emitidos                            | 206,501      | 83.67        | –2.62        |           |           |
| Abstenciones           | Abstenciones                              | 40,294       | 16.33        | +2.62        |           |           |
| Votantes registrados   | Votantes registrados                      | 246,795      |              |              |           |           |
|                        |                                           |              |              |              |           |           |
| Fuente:                |                                           |              |              |              |           |           |

### Concejo Provincial de Tacna
| Cargo                        | Autoridad electa        | Partido político | Partido político        |
| ---------------------------- | ----------------------- | ---------------- | ----------------------- |
| Alcalde Provincial de Tacna  | Julio Medina Castro     |                  | Frente Unitario Popular |
| Regidor Provincial de Tacna  | Wilfredo Flores Quispe  |                  | Frente Unitario Popular |
| Regidor Provincial de Tacna  | Miguel Escobar Gómez    |                  | Frente Unitario Popular |
| Regidor Provincial de Tacna  | Marcelino Chipana Tico  |                  | Frente Unitario Popular |
| Regidor Provincial de Tacna  | Agustín Flores Esquia   |                  | Frente Unitario Popular |
| Regidor Provincial de Tacna  | Elean Salas Serrano     |                  | Frente Unitario Popular |
| Regidora Provincial de Tacna | María Nina Poma         |                  | Frente Unitario Popular |
| Regidor Provincial de Tacna  | Luis Inquilla Arias     |                  | Frente Unitario Popular |
| Regidor Provincial de Tacna  | José Choque Manuelo     |                  | Frente Unitario Popular |
| Regidora Provincial de Tacna | Yovanna Mamani López    |                  | Siempre Tacna           |
| Regidor Provincial de Tacna  | Sergio Ramos Ríos       |                  | Siempre Tacna           |
| Regidor Provincial de Tacna  | Elías Condori Vargas    |                  | Perú Patria Segura      |
| Regidor Provincial de Tacna  | Eddy Portilla Menéndez  |                  | Perú Patria Segura      |
| Regidor Provincial de Tacna  | Melecio Valdivia Quispe |                  | Frente Amplio           |

## Elecciones municipales distritales

### Sumario general
|         | Banderas Tacneñistas (BT)        | 1  | +1 |  |  |  |
|         | Frente Unitario Popular (FUP)    | 1  | +1 |  |  |  |
|         | Perú Patria Segura (PPS)         | 2  | +2 |  |  |  |
|         | Somos Perú (SP)                  | 1  | +1 |  |  |  |
|         | Alianza para el Progreso (APP)   | 1  | +1 |  |  |  |
|         | Avanza País (AvP)                | 1  | ±0 |  |  |  |
|         | Unión por el Perú (UPP)          | 1  | +1 |  |  |  |
|         | Acción por la Unidad Tacna (AUT) | 1  | +1 |  |  |  |
|         | Todos por el Perú (TPP)          | 1  | +1 |  |  |  |
|         |                                  |    |    |  |  |  |
| Total   | Total                            | 10 | +1 |  |  |  |
|         |                                  |    |    |  |  |  |
| Fuente: |                                  |    |    |  |  |  |

### Resultados por distrito
La siguiente tabla enumera el control de los distritos de la provincia de Tacna. El cambio de mando de una organización política se resalta del color de ese partido.
| Distrito                             | Alcalde(sa) titular       | Partido político | Partido político           | Alcalde(sa) electo(a)       | Partido político | Partido político           |
| ------------------------------------ | ------------------------- | ---------------- | -------------------------- | --------------------------- | ---------------- | -------------------------- |
| Alto de la Alianza                   | Jesús Chambilla Gutiérrez |                  | Arriba Tacna               | Ángel Lanchipa Valdivia     |                  | Somos Perú                 |
| Calana                               | Erick Vildoso Ale         |                  | Partido Aprista Peruano    | Juan Ramos Arocutipa        |                  | Perú Patria Segura         |
| Ciudad Nueva                         | Edgar Concori Coaquira    |                  | Somos Renovación Distrital | Helmer Fernández Chaparro   |                  | Avanza País                |
| Coronel Gregorio Albarracín Lanchipa | Juan Seminario Machuca    |                  | Siempre Tacna              | Freddy Huashualdo Huanacuni |                  | Todos por el Perú          |
| Inclán                               | José Chávez Rejas         |                  | Fuerza Tacna               | César Gallegos Gallegos     |                  | Alianza para el Progreso   |
| La Yarada-Los Palos                  | Samuel Cueva Huisa        |                  | Avanza País                | Jorge Gutiérrez Mamani      |                  | Acción por la Unidad Tacna |
| Pachía                               | Justa Alférez Guillermo   |                  | Partido Humanista Peruano  | Antonio Alférez Ayca        |                  | Frente Unitario Popular    |
| Palca                                | Wilber Tapia Alave        |                  | Desarrollo para Tacna      | Héctor Mamani Canaviri      |                  | Unión por el Perú          |
| Pocollay                             | Blas Mamani Inquilla      |                  | Vamos Perú                 | Luis Ayca Cuadros           |                  | Banderas Tacneñistas       |
| Sama                                 | Wilson Bertolotto Ticona  |                  | Fuerza Tacna               | Milton Juárez Vera          |                  | Perú Patria Segura         |